# Nationaal park Salamajärvi
Nationaal park Salamajärvi (Fins: Salamajärven kansallispuisto/ Zweeds: Salamajärvi nationalpark) is een nationaal park in Keski-Suomi en Keski-Pohjanmaa in Finland. Het park werd opgericht in 1982 en is 62 vierkante kilometer groot. Het landschap bestaat uit venen, bossen en meren. In het park leeft het wilde bosrendier.